# Bhavanga
Der Begriff Bhavanga (Sanskrit भवाङ्ग bhavāṅga, in Pali bhavaṅga) kann primär als zum Los der menschlichen Existenz Gehörendes wiedergegeben werden. Er findet sich vor allem im Theravada und gibt dort aber einen ganz speziellen Bewusstseinszustand wieder.

## Etymologie

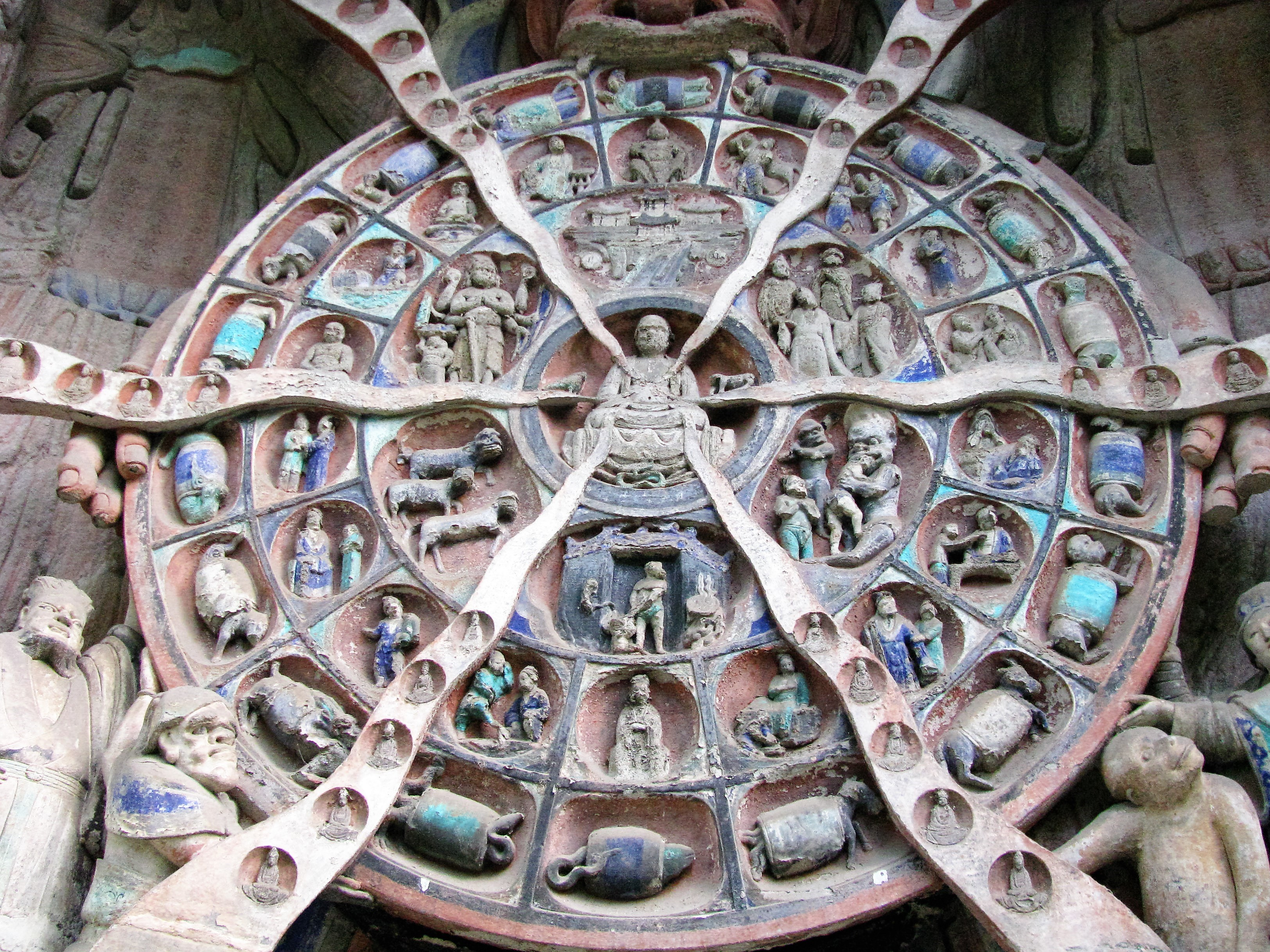
Buddhistisches Lebensrad

Das Sanskritwort bhavāṅga ist eine Zusammensetzung aus bhava (भव) bzw. seiner Doublette bhāva (भाव), die sich beide von der Wurzel bhū (भू – werden, entstehen) ableiten, und aus aṅga (अङ्ग – Körperteil, Gliedmaße). Bhava und bhāva haben zahlreiche Bedeutungen, sie lassen sich aber vorrangig als Werden, Sein, Dasein, Existenz und Leben übersetzen. Bhavāṅga sind somit Bestandteile des Daseins, was das Leben so mit sich bringt.

## Im Hinduismus
Im Hinduismus findet der Begriff bhavāṅga im Vers 2.3.3 des Shiva Puranas (शिवपुराण – Śivapurāṇa) Erwähnung. Hierin lobpreisen die Götter die Göttin Uma mit folgenden Worten:

„Lasst uns vor ihr verbeugen, die in den Vindhyas wohnt …. die keine Unterbrechung kennt und die einem Floss gleich den Ozean der weltlichen Existenz mit all seinem schrecklichen Elend überquert.“

Diese weltliche Existenz mit ihrem schrecklichen Elend lautet in Sanskrit karāla-bhavāṅga-duḥkha – mit karāla (कराल – schrecklich) und duḥkha (दुःख – Leiden, Elend, Schwierigkeit). Verknüpft (aṅga) mit dem Dasein (bhava) sind in der hier sehr realistischen Sichtweise des Hinduismus somit unerfreuliches Unheil, das nur mit göttlichem Beistand überwunden werden kann.

## Im Theravada
Die buddhistische Schule des Theravadas benutzt das aus dem Pali stammende bhavaṅga (Daseinsgrundlage, Ursache des Entstehens) – und zwar als bhavaṅga-sota (von soṭā सोटा – Gehör, aber auch fließendes Wasser eines Flusses oder Stroms) und als bhavaṅga-citta (von citta चित्त – Bewusstsein, Geist, Verstand). Bhavaṅga-sota kann in etwa als Unterton/Unterströmung des Daseins und bhavaṅga-citta als Unbewusstes bzw. Unterbewusstes wiedergegeben werden, obwohl letztere sich in vielen Aspekten vom westlichen Psychologiebegriff unterscheiden. Hierbei ist zu berücksichtigen, dass bhavaṅga-citta ein vom jeweiligen Karma (kamma) abhängiger Bewusstseinszustand (vipāka – विपाक – Heranreifen, Folgen, Konsequenz) ist, der bei Menschen oder höheren Lebensformen immer aus gutem oder gesundem Karma (kusala-kamma-vipāka – mit kuśala कुशल – richtig, gut, vorteilhaft) resultiert, wenn auch in unterschiedlich starken Abstufungen, etwa bei der Wiedergeburt (patisandhi – pāṭīsandhi – पाटीसन्धि – Wiedervereinigung, Wiederverknüpfung).
Im Abhidhamma des Theravadas wird bhavaṅga als ein passiver Modus des vorsätzlichen Bewusstseins angesehen. Diese ausschließliche Theravada-Doktrin kann in etwa mit dem Mahayana-Konzept des Speicherbewusstseins verglichen werden. Bhavaṅga ist aber auch ein mentaler Prozess, der im Augenblick des Ablebens und der folgenden Wiedergeburt seinerseits einen erneuten Gedankenfluss auslöst. Diese nur im Theravada aufrechterhaltene Doktrin unterscheidet sich stark von den im Sarvastivada und im Sautrantika vertretenen Ansichten über geistige Abläufe.

### Definition von Bhavanga im Abhidhamma
Der Abhidhamma definiert bhavaṅga als Fundament oder Bedingung (kāraṇa कारण – Grund, Ursache) des Daseins (bhava), als Inbegriff des Lebendigen. Bhavaṅga manifestiert sich in Prozessnatur, d. h. in Gestalt eines Flusses oder Stroms (soṭā). In diesem Lebenskontinuum sind seit unvorstellbaren Zeiten sämtliche Eindrücke und Erfahrungen gespeichert. Dennoch werden sie wirksam, bleiben aber meist dem Bewusstsein gegenüber verborgen. Gelegentlich wallen sie als unbewusste Phänomene auf und erreichen den Rand des Bewusstseins – und treten dann bei Überschreiten dieser Grenze ins volle Bewusstsein über. Dieser so genannte unbewusste Lebensstrom oder Unterton des Lebens bietet eine mögliche Erklärung für außerordentliche Gedächtnisfähigkeiten, paranormale psychische Phänomene, mentales und physisches Wachstum, Karma, Wiedergeburt etc.

### Vorkommen des Begriffs Bhavanga
Der Begriff bhavaṅga erscheint zwar nicht in den Nikayas, wohl aber im Theravada, in dem das Phänomen mit Leuchtender Geist umschrieben wird. Laut der Tradition des Abhidhammapitakas motiviert einen bhavaṅga, sich auf die Suche nach nibbāna (निब्बान) zu machen.
Der Begriff bhavaṅga im jetzigen Gebrauch findet sich erstmals im Paṭṭhāna, Bestandteil des Abhidammapitakas aus dem Theravada. Ferner erscheint er im Nettipakaraṇa, im Milindapanha und im Peṭakopadesa. Auf das Wesen bhavaṅgas geht auch Buddhaghosa ein, und zwar in seinem Visuddhimagga und im Atthasālinī. Auch Buddhadatta widmet sich in seinem Text Abhidhammāvatāra dem Phänomen bhavaṅga, desgleichen Anuruddha in seinem Text Abhidhammatthasaṅgaha.

### Historische Entwicklung
Der Begriff bhavaṅga erscheint in der buddhistischen Literatur erstmals während des 2. Jahrhunderts v. Chr. im Peṭakopadesa sowie in dessen Neufassung, dem Nettipakaraṇa (zirka 150 v. Chr.). In beiden Schriften wird bhavaṅga mit Daseinsfaktoren wiedergegeben, wobei sich die Faktoren oder Glieder auf Buddhas Bedingtes Entstehen (Pratītyasamutpāda) beziehen. Es handelt sich hier also um die geistigen Faktoren, die ein Lebewesen zur Wiedergeburt veranlassen. Bhavaṅga tritt sodann im Milindapanha auf, welcher zwischen 100 v. Chr. und 200 n. Chr. entstand. Die bhavaṅga-Abschnitte sind aber wahrscheinlich etwas jünger als 200 n. Chr. Das Milindapanha fasst bhavaṅga als einen traumlosen Schlafzustand auf, in dem der Geist nicht aktiviert ist. Sodann folgt der Paṭṭhāna (200 n. Chr.), in dem bhavaṅga als ein nichtaktiver Geisteszustand definiert wird, aus welchem sämtliche anderen Geisteszustände hervorgehen. Die Entwicklung des Terminus findet dann ihren Abschluss im Visuddhimagga des 5. Jahrhunderts.

## Im chinesischen Buddhismus
Während der Liang-Dynastie im 6. Jahrhundert erreichte der Begriff bhavaṅga über den Vimuttimagga (chinesisch
解脫道論 – Jietuo dao lun) des Abhidammas schließlich auch den Buddhismus in China. Im Chinesischen wird bhavaṅga als 有 分 識 – you fen shi bzw. in Pinyin als yǒu fēn shí wiedergegeben.

## Interpretationen

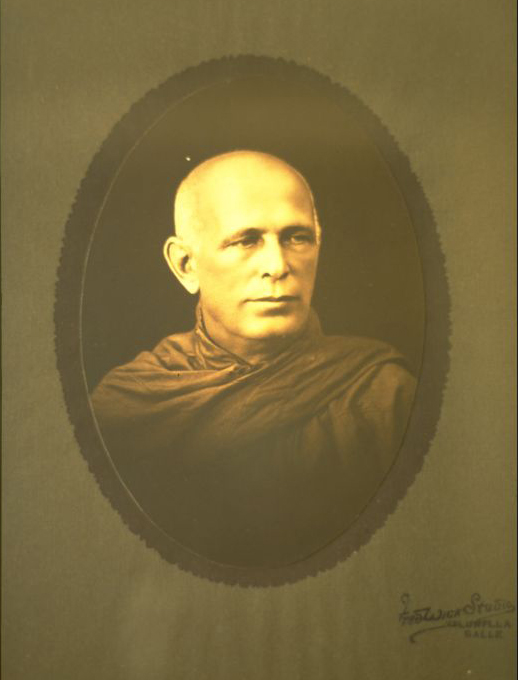
Nyānatiloka Mahāthera

Rupert Gethin interpretiert bhavaṅga als

„den Zustand, in dem der Geist zur Ruhe kommt und in dem keine aktiven Bewusstseinsprozesse erfolgen. Folglich ist bhavaṅga ein Geisteszustand, in dem scheinbar nichts vor sich geht – vergleichbar in etwa mit dem traumlosen Tiefschlaf und mit den zwischen aktiven Bewusstseinsprozessen einsetzenden kurzzeitigen Pausen.“

Da bhavaṅga in der Abwesenheit aktiver kognitiver Prozesse zum Vorschein kommt, schließen sich bhavaṅga und unterschiedliche Arten kognitiven Bewusstseins einander aus. William S. Waldron meint hierzu prägnant, „dass (der eine Prozess) aufhört, wenn der andere einsetzt.“
Rupert Gethin weist ferner darauf hin, dass bhavaṅga in Theravada-Schriften in Pali als „geistiges Feld gedeutet wird, das den Charakterkern und die Fähigkeiten eines Individuums festlegt und darüber hinaus einen gewissen Einfluss auf bewusste Geisteszustände ausübt.“ Buddhaghosa erwähnt im Visuddhimagga, „dass geistige Erkenntnis in Abhängigkeit eines bhavaṅga-Geistes, eines mentalen Objekts (dhamma – von dharma धर्म – Tugend, hier letztliche Bestandteile des Daseins) und eines aufmerksamen Beobachters entsteht.“ Ihm zufolge ist bhavaṅga die Vorbedingung für das Entstehen eines achtsamen kognitiven Bewusstseins.
Der erste Moment im bhavaṅga-Zustand eines Neugeborenen (auch als rückverbindendes Bewusstsein bekannt) wird außerdem auf direkte Weise vom letzten voll-bewussten Geistesprozess des vorangegangenen Lebens konditioniert. Dieser bhavaṅga-Zustand wird als Wegfallen oder Todesbewusstsein (cuti-citta – von cūti चूति – After) bezeichnet. Dieses Konzept kann somit durchaus eine Erklärung für psychologische Kontinuität liefern. Gethin meint ferner, dass dieser letzte bewusste Augenblick vor dem Tode als eine Art Zusammenfassung oder Inhaltsangabe des gesamten Lebens fungiert. Was in diesem Leben am Herausragendsten war, wird dann in diesem Moment vor das geistige Auge treten und sodann die Hauptrolle übernehmen in der Festlegung der Natur der nächsten Wiedergeburt.
Lance S. Cousins bemerkt, dass bhavaṅga der Träger von Neigungen des Einzelnen ist:

„Wir können die Angewohnheit des Geistes, laufend zu kontinuierlichen Lebensmustern zurückzukehren, als naturgegeben interpretieren. Offensichtlich besteht die Rolle des Geistes darin, die wesentlichen Merkmale des Individuums in sich zu tragen – Tendenzen, die in der Lebensspanne eines bestimmten Individuums als unwandelbar erscheinen. Dies lässt zwei Möglichkeiten offen: entweder werden vergangene Erfahrungen abgespeichert oder es besteht ein direkter Zugang zur Vergangenheit (oder zur Zukunft). Im ersten Fall können wir dies als unbewusste Speicherung ansehen. Insgesamt gesehen kann der Geist durchaus Tendenzen akkumulieren, es ist jedoch nicht klar, ob hierin auch Erfahrungen mit eingeschlossen sind.“

## Moderne Anschauungen

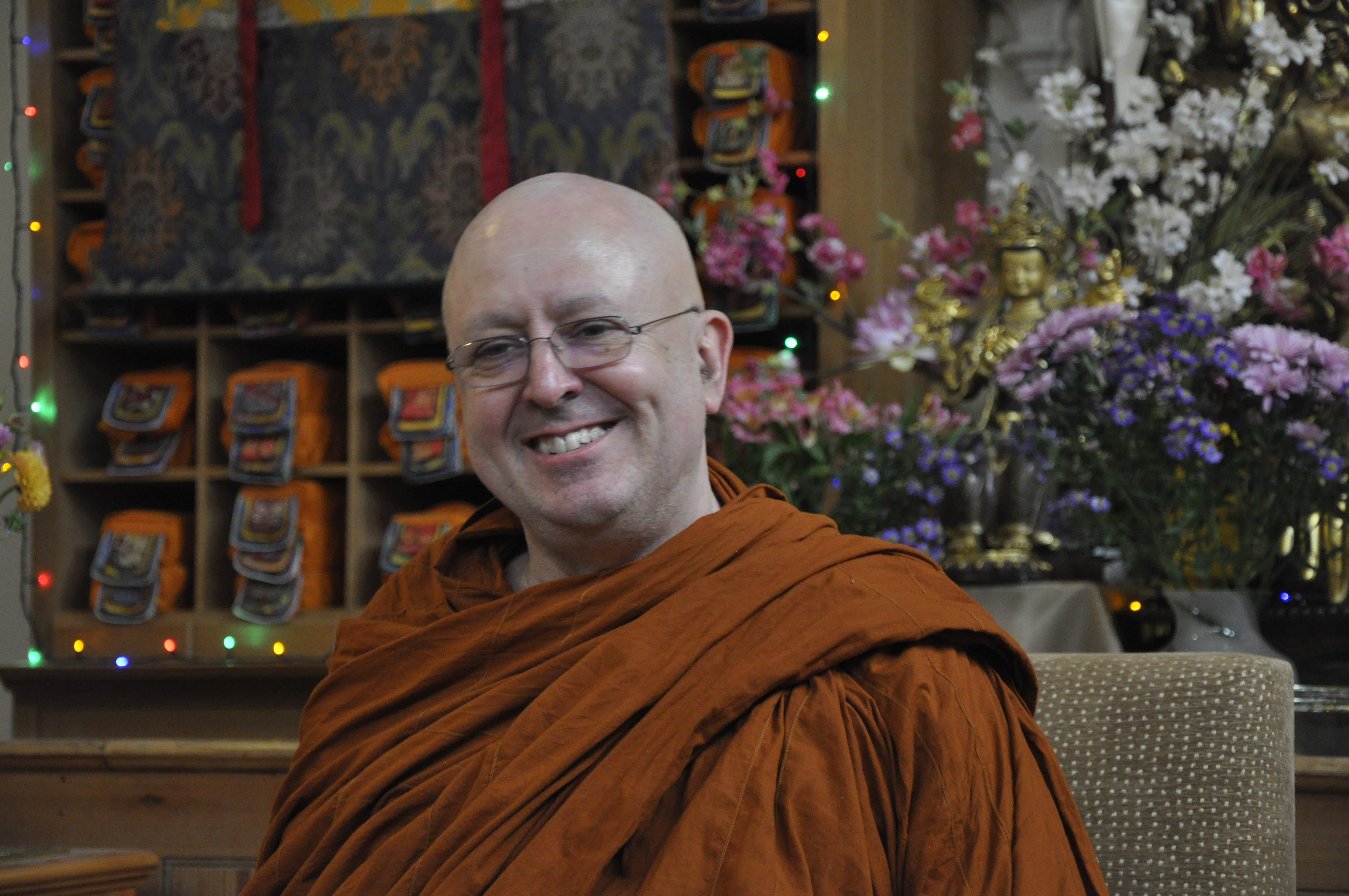
Ajahn Brahm

Rupert Gethin zufolge neigen moderne Diskussionen über den Begriff bhavaṅga zu zwei Interpretationen: entweder wird bhavaṅga in die Nähe des Unbewussten gerückt, oder bhavaṅga wird als eine Art mentaler Leerstelle betrachtet.
Anhänger des Theravadas wie Nyanatiloka sind zwar von traditionellen Beschreibungen des Begriffs bhavaṅga ausgegangen, haben ihn jedoch in einen wesentlich breiteren Kontext gestellt. Nyanatiloka ist der Ansicht, dass bhavaṅga die Kontinuität der Persönlichkeit in ihrer Lebensspanne erklärt, aber dass Sinneseindrücke auch durchaus im Nervensystem registriert und gespeichert werden können.
Für Nyanatiloka stellt bhavaṅga eine unbewusste mentale Prozessform dar:

„Seit undenkbaren Zeiten werden in bhavaṅga Eindrücke und Erfahrungen gespeichert. Von hier aus wirken sie, bleiben aber dennoch dem vollen Bewusstsein verborgen. Gelegentlich gelingt es ihnen aber, als unbewusste Phänomene aufzutauchen und sich dem Grenzbereich vollständigen Bewusstseins anzunähern.“

Andere Experten, wie beispielsweise Steven Collins, implizieren, dass bhavaṅga einen unbeschriebenen Geisteszustand darstellt, leer und inhaltslos.
Dem Abhidhamma zufolge entstehen Begriffsbildung als auch geistiges Bewusstsein konditioniert durch andere Geisteszustände. Darüber hinaus verfügen diese aber auch über eine unspezifische rūpa (रूप – Form, Gestalt, Materie) als Unterstützung und Fundament. Hierzu meint Peter Harvey, dass eine Berücksichtigung dieser physischen Basis weitergehende Fragen voll beantworten kann, welche im Abhidhamma nicht angesprochen werden.
Ajahn Brahm, ein gegenwärtiger Lehrer des Theravadas, behauptet, dass bhavaṅga eine unrichtige und nicht sehr hilfreiche Interpretation für Buddhas Bedingtes Entstehen darstellt.

## Zusammenschau
Der Terminus bhavāṅga im Shiva Purana des 11. Jahrhunderts bzw. 10. Jahrhunderts v. Chr. bedeutet allgemein Faktoren des Daseins. Er ist unspezifisch und schließt sämtliche Faktoren in unserer materiellen Existenz mit ein – rein physische als auch mentale Einflüsse. Da unser Leben endlich ist, stellen sich in unserem Körper zwangsweise alle Arten von Leiden ein – insbesondere am Ende unserer Existenz. Schicksalsschläge aller Art können sich aber bereits weitaus früher ereignen. Im Hinduismus kann uns allein die Gnade Gottes aus der Zwickmühle des Samsaras und der Wiedergeburt befreien.
Der im 6. Jahrhundert v. Chr. folgende Buddhismus fasste dann den Begriff bhavaṅga wesentlich enger und bezog ihn rein auf den mentalen Bereich des Bewusstseins (citta). Gemeint ist ein flussartiges Lebenskontinuum, eine Art dauerhaftes Wurzelbewusstsein, das jedoch meist vom rein kognitiven Bewusstsein verdeckt wird und nur in dessen Pausen zu Tage treten kann. Es ist in etwa vergleichbar mit dem traumlosen Tiefschlaf. Wie zu ersehen ist, wurde bhavaṅga in sehr unterschiedliche Richtungen interpretiert – was Ajahn Brahm schließlich veranlasste, den Terminus bhavaṅga als nicht sehr hilfreich in der Interpretation des Bedingten Entstehens anzusehen.